# Měšínský potok
Měšínský potok je pravostranný přítok Zlatého potoka v okrese Jihlava v Kraji Vysočina. Délka toku činí 6,5 km. Plocha povodí měří 10,5 km².

## Průběh toku
Potok pramení ve Špitálském lese, jihozápadně od Měšína, v nadmořské výšce okolo 545 m. V nejhornější části směřuje tok potoka na východ. Po opuštění lesa zhruba na pátém říčním kilometru se Měšínský potok obrací na sever až severozápad. V tomto úseku zadržuje jeho vody rybník U Stěny a o něco níže po proudu Prostřední rybník. V plochém údolí mezi těmito rybníky je vedena dálnice D1. Od hráze Prostředního rybníka teče potok na sever k Měšínu, u jehož jižního okraje napájí Přibylův rybník (1,5 ha) a dále po proudu v samotné obci požární nádrž, která slouží také jako přírodní koupaliště. Od Měšína proudí mělkým údolím mezi poli na severozápad ke Stříteži, kde napájí Obecní rybník (2,0 ha), pod jehož hrází končí svůj tok ve vodách Zlatého potoka. Do Zlatého potoka se vlévá na jeho 11,9 říčním kilometru v nadmořské výšce okolo 480 m.